# 宮崎東洋
宮崎 東洋（みやざき はるひろ、著作等では「みやざき・とうよう」と称する、1941年3月31日 - ）は、日本の医師・麻酔科医。疼痛（とうつう）学、麻酔一般、特に臨床疼痛学を専門とする。がん性疼痛の緩和や全身の慢性の痛みを解消するペインクリニックの第一人者。
高校時代から体操競技に才能を発揮し、同時に医学を志したことから順天堂大学医学部に入学。1965年、同医学部卒業。肉親ががん性疼痛に苦しんでいた姿に触れ、痛みを緩和するペインクリニックを専門とする。1993年、順天堂大学医学部麻酔科教授。日本ペインクリニック学会、日本疼痛学会、日本局所麻酔学会等で会長・理事などを歴任。退職後は順天堂大学名誉教授となり、東京都大手町の東京クリニック院長に就任。

## 主な著書
- 『ペインクリニック入門 ペインクリニシャンを目指して』真興交易 医書出版部 1996年7月 ISBN 4880034290
- 『ペインクリニック 痛みの理解と治療』克誠堂出版、1997年11月 ISBN 4771901929
- 『しつこい痛みの治療 NHKきょうの健康Qブック 神経ブロック療法』日本放送出版協会、2000年3月 ISBN 4140111291
- 『神経ブロック 関連疾患の整理と手技』真興交易 医書出版部、2000年7月  ISBN 4880036358
- （編著）『ペインクリニシャンが関わる緩和医療』真興交易 医書出版部、2002年7月 ISBN 4880036838
- （編著）『ペインクリニシャンのための痛み診療のコツと落とし穴』中山書店、2007年9月 ISBN 9784521679419

## テレビ出演
- 2005年8月22日‐8月24日 NHK『きょうの健康』[1]
  - 8月22日 『こんな痛みも治る』[2]
  - 8月23日 『帯状疱疹の痛み』[3]
  - 8月24日 『腰・関節の痛み』[4]
- 2008年3月28日TBS系『これが世界のスーパードクター8!』